# Odynerus otomitus
Odynerus otomitus är en stekelart som beskrevs av Henri Saussure. Odynerus otomitus ingår i släktet lergetingar, och familjen Eumenidae. Inga underarter finns listade i Catalogue of Life.